# لوچیان پینتیلیه
لوچیان پینتیلیه (رومانیایی: Lucian Pintilie؛ ‏ تلفظ رومانیایی: [lut͡ʃiˈan pintiˈli.e]؛ زادهٔ ۹ نوامبر ۱۹۳۳ - درگذشته ۱۶ مهٔ ۲۰۱۸) بازیگر، کارگردان فیلم و فیلم‌نامه‌نویس اهل رومانی بود.

## گزیده فیلم‌شناسی
از فیلم‌هایی که وی فیلمنامه‌نویسی و کارگردانی آنها را به عهده داشت، می‌توان به بلوط، میتیکا، زنگ‌ها برای چه به صدا درآمده‌اند؟، بازسازی، ایستگاه بعدی بهشت، یک تابستان به‌یادماندنی و خیلی دیر  ward six اشاره نمود.